# Khalilou Fadiga
Khalilou Fadiga (Dakar, 30 de diciembre de 1974) es un exfutbolista senegalés que se desempeñó en varios clubes europeos. Fue seleccionado senegalés en el Mundial Corea-Japón 2002 donde participó en casi todos los encuentros de su equipo como titular. Se le recuerda, más allá de su buena participación el terreno de juego, por haber intentado robar en una joyería durante la mencionada cita deportiva.

## Selección nacional

### Participaciones en Copas del Mundo
| Mundial                        | Sede                  | Resultado        | Partidos | Goles |
| ------------------------------ | --------------------- | ---------------- | -------- | ----- |
| Copa Mundial de Fútbol de 2002 | Corea del Sur y Japón | Cuartos de final | 4        | 1     |

## Clubes
| Club               | País       | Años        |
| ------------------ | ---------- | ----------- |
| Red Star Paris     | Francia    | 1993 - 1994 |
| RFC Lieja          | Bélgica    | 1994 - 1995 |
| United Lommel      | Bélgica    | 1995 - 1997 |
| Club Brujas        | Bélgica    | 1997 - 2000 |
| AJ Auxerre         | Francia    | 2000 - 2003 |
| FC Internazionale  | Italia     | 2003 - 2004 |
| Bolton Wanderers   | Inglaterra | 2004 - 2005 |
| Derby County       | Inglaterra | 2005        |
| Coventry City      | Inglaterra | 2007        |
| KAA Gent           | Bélgica    | 2008        |
| Germinal Beerschot | Bélgica    | 2008        |
| KSV Temse          | Bélgica    | 2011-2012   |

- Datos: Q381378